# Franco Tongya
Franco Daryl Tongya Heubang (Torino, 13 marzo 2002) è un calciatore italiano, centrocampista della Salernitana.

## Biografia
I genitori sono nativi del Camerun.

## Caratteristiche tecniche
Impiegato per lo più da mezzala, Tongya può giocare anche da trequartista o da ala.

## Carriera

### Club

#### Gli inizi, Juventus
Cresciuto nelle giovanili della Juventus, ha esordito in prima squadra con la formazione Juventus U23, impegnata in Serie C nella stagione 2020-2021.

#### Olympique Marsiglia e Odense
Il 28 gennaio 2021, passa all'Olympique Marsiglia nello scambio che ha portato Marley Aké in bianconero, venendo però relegato nella formazione delle riserve, l'Olympique Marsiglia 2, militante nel Championnat National 2. Debutta con i marsigliesi il 27 febbraio 2021, in occasione di una gara contro il Rumilly-Vallières. Il momento più alto della propria esperienza a Marsiglia lo raggiunge il 14 maggio 2022, data in cui mette a segno una tripletta ai danni del Monaco 2.
Il 30 agosto 2022 viene acquistato dall'Odense, club danese militante in Superligaen. Esordisce con il club il successivo 4 settembre, in occasione di una gara casalinga persa contro il Viborg. Il 21 ottobre seguente trova la sua prima rete in campionato, segnata al 42' minuto di una gara contro il Lyngby. Termina la stagione con 22 presenze e 2 reti, contribuendo alla salvezza della propria squadra. 

#### AEK Larnaca
Il 2 settembre 2023 viene ceduto in prestito con diritto di riscatto all'AEK Larnaca. Esordisce con i ciprioti il successivo 22 settembre, in una gara contro l'AEZ Zakakiou. Il 27 novembre, in occasione di una gara contro l'AEL Limassol, sigla la sua prima rete in campionato.  Nel corso della stagione trascorsa con il club cipriota, colleziona 32 presenze e sette reti in tutte le competizioni, e questo rendimento gli vale la vittoria del premio come miglior giocatore della massima serie. Al termine della stagione non viene riscattato e fa ritorno momentaneamente in Danimarca.

#### Salernitana
Il 3 luglio 2024 firma un contratto triennale con la Salernitana. Esordisce con i campani il 24 agosto successivo in una gara esterna contro il Südtirol, in cui, al 36' minuto, mette a segno la rete del momentaneo 1-1. Si ripete il 15 settembre successivo, mettendo a segno la rete del momentaneo 1-1 nel match casalingo contro il Pisa. Il giocatore chiude la sua prima annata con 29 presenze e 3 reti, con i campani retrocessi in Serie C causa la sconfitta ai play-out contro la Sampdoria.

### Nazionale
Tongya ha militato in tutte le selezioni giovanili italiane, dall'Under-16 all'Under-20. 
Con l'Under-17 ha conquistato la medaglia di argento all'europeo di categoria nel 2019, perdendo la finale contro i Paesi Bassi. Nell'ottobre dello stesso anno ha partecipato anche al mondiale di categoria, dove il cammino si è interrotto ai quarti di finale contro i padroni di casa del Brasile.
Nel maggio del 2022, è stato convocato per la prima volta in nazionale maggiore, dal CT Roberto Mancini, per uno stage riservato ai migliori giovani talenti di interesse nazionale, seguito da un altro nel dicembre successivo.
Nel settembre del 2023, ha ricevuto la sua prima convocazione in nazionale Under-21, guidata da Carmine Nunziata, in vista di due incontri di qualificazione all'europeo di categoria del 2025 contro Lettonia e Turchia.

## Statistiche

### Presenze e reti nei club
Statistiche aggiornate al 22 giugno 2025.
| Stagione                     | Squadra                      | Campionato                   | Campionato | Campionato | Coppe nazionali | Coppe nazionali | Coppe nazionali | Coppe continentali | Coppe continentali | Coppe continentali | Altre coppe | Altre coppe | Altre coppe | Totale | Totale |
| Stagione                     | Squadra                      | Comp                         | Pres       | Reti       | Comp            | Pres            | Reti            | Comp               | Pres               | Reti               | Comp        | Pres        | Reti        | Pres   | Reti   |
| ---------------------------- | ---------------------------- | ---------------------------- | ---------- | ---------- | --------------- | --------------- | --------------- | ------------------ | ------------------ | ------------------ | ----------- | ----------- | ----------- | ------ | ------ |
| 2020-gen. 2021               | Juventus U23                 | C                            | 10         | 0          | -               | -               | -               | -                  | -                  | -                  | -           | -           | -           | 10     | 0      |
| gen.-giu. 2021               | Olympique Marsiglia 2        | CN2                          | 1          | 0          | -               | -               | -               | -                  | -                  | -                  | -           | -           | -           | 1      | 0      |
| 2021-2022                    | Olympique Marsiglia 2        | CN2                          | 13         | 4          | -               | -               | -               | -                  | -                  | -                  | -           | -           | -           | 13     | 4      |
| Totale Olympique Marsiglia 2 | Totale Olympique Marsiglia 2 | Totale Olympique Marsiglia 2 | 14         | 4          |                 | -               | -               |                    | -                  | -                  |             | -           | -           | 14     | 4      |
| 2022-2023                    | Odense                       | SL                           | 15+6       | 2+0        | CD              | 1               | 0               | -                  | -                  | -                  | -           | -           | -           | 22     | 2      |
| lug.-set. 2023               | Odense                       | SL                           | 6          | 1          | CD              | 0               | 0               | -                  | -                  | -                  | -           | -           | -           | 6      | 1      |
| Totale Odense                | Totale Odense                | Totale Odense                | 27         | 3          |                 | 1               | 0               |                    | -                  | -                  |             | -           | -           | 28     | 3      |
| set. 2023-2024               | AEK Larnaca                  | A                            | 21+9       | 2+4        | CC              | 2               | 1               | UECL               | -                  | -                  | -           | -           | -           | 32     | 7      |
| 2024-2025                    | Salernitana                  | B                            | 27+2       | 3          | CI              | 0               | 0               | -                  | -                  | -                  | -           | -           | -           | 29     | 3      |
| Totale carriera              | Totale carriera              | Totale carriera              | 110        | 16         |                 | 3               | 1               |                    | -                  | -                  |             | -           | -           | 113    | 17     |

## Palmarès

### Individuale
- Calciatore dell'anno dell'A' Katīgoria: 1

2023-2024